# Leonardo Deplano
Leonardo Deplano (Florence, 21 juli 1999) is een Italiaanse zwemmer. 

## Carrière
Deplano maakte zijn internationaal debuut op het hoogste niveau tijdens de EK in kortebaan van 2019 in Glasgow. Dankzij zijn deelname in de series kreeg Deplano de bronzen medaille in de 4x50m vrije slag. Eind 2021 zwom Deplano naar de wereldtitel op de 4x50 meter vrije slag tijdens de Wereldkampioenschappen kortebaanzwemmen 2021 in Abu Dhabi. Samen met Lorenzo Zazzeri, Alessandro Miressi en Manuel Frigo was Deplano te sterk voor Rusland en Nederland. Samen met  Alessandro Miressi, Thomas Ceccon en Lorenzo Zazzeri behaalde Deplano ook zilver in de 4x100 meter vrije slag en dit in een wereldrecord-tijd van 3.02,75. Individueel eindigde Deplano 6e in de finale van de 50 meter vrije slag. Tijdens de WK kortebaan in Melbourne was het net omgekeerd: goud op de 4x50 meter vrije slag en zilver op de 4x100 meter vrije slag. Samen met Lorenzo Mora, Nicolò Martinenghi en Matteo Rivolta was Deplano ook nog goed voor goud in de finale van de 4x50m wisselslag. Het Italiaanse viertal zwom met een tijd van 1.29,72 hiermee een nieuw wereldrecord . Eerder in 2022 zwom Deplano naar de zilveren medaille op de 50 meter vrije slag tijdens de EK in Rome. 
In 2023 behaalde Deplano zijn eerste finaleplaats tijdens een individueel nummer op een kampioenschap. Deplano kon zich plaatsen voor de finale van de 50 meter vrije slag op de WK in Fukuoka. In deze finale eindigde Deplano op de 8e en laatste plaats. Dankzij zijn deelname tijdens de series van de 4×100 meter vrije slag kreeg hij ook de zilveren medaille toebedeeld toen zijn landgenoten tweede eindigden in de finale van dit estafettenummer. Deplano maakte zijn Olympisch debuut op de Olympische Zomerspelen van 2024 in Parijs. Deplano kon zich met de derde tijd in de halve finales kwalificeren voor de finale van de 50 meter vrije slag. In deze finale zwom Deplano naar de zevende plaats. Deplano zwom tevens ook in de series van de 4x100 meter vrije slag. In de finale behaalden zijn landgenoten de bronzen medaille waardoor Deplano dus ook zijn eerste Olympische medaille werd toebedeeld. In de finale van de 50 meter vrije slag op de WK van 2025 in Singapore viel Deplano met een vierde plaats net naast het podium.

## Internationale toernooien
| Jaar | Olympische Spelen                                                                             | WK langebaan                                                             | WK kortebaan | EK langebaan | EK kortebaan |
| ---- | --------------------------------------------------------------------------------------------- | ------------------------------------------------------------------------ | --- | --- | --- |
| 2019 |                                                                                               | geen deelname                                                            | | | 21e 50m vrije slag · 4x50m vrije slag · Deplano zwom enkel in de series · 5e 4x50m vrije slag gemengd · Deplano zwom enkel in de series                    |
| 2020 | Geen toernooien vanwege de coronapandemie                                                     | Geen toernooien vanwege de coronapandemie                                | Geen toernooien vanwege de coronapandemie | Geen toernooien vanwege de coronapandemie                                                                                          | Geen toernooien vanwege de coronapandemie |
| 2021 | geen deelname                                                                                 |                                                                          | 9e 50m vrije slag · 4x50m vrije slag · 4x100m vrije slag · 5e 4x50m vrije slag gemengd · Deplano zwom enkel in de series · 4x50m wisselslag gemengd · Deplano zwom enkel in de series | 11e 50m vrije slag · 48e 100m vrije slag · 4×100m vrije slag · Deplano zwom enkel in de series                                     | 16e 50m vrije slag · 11e 100m vrije slag · 4x50m wisselslag · Deplano zwom enkel in de series · 4x50m vrije slag gemengd · Deplano zwom enkel in de series |
| 2022 |                                                                                               | geen deelname                                                            | 12e 50m vrije slag · 4x50m vrije slag · 4x100m vrije slag · 4x50m wisselslag | 50m vrije slag · 4x100m vrije slag · Deplano zwom enkel in de series · 4x100m wisselslag gemengd · Deplano zwom enkel in de series | |
| 2023 |                                                                                               | 8e 50m vrije slag · 4×100m vrije slag · Deplano zwom enkel in de series  | | | 12e 50m vrije slag · 6e 100m vrije slag · 4x50m vrije slag · 4x50m vrije slag gemengd · Deplano zwom enkel in de series                                    |
| 2024 | 7e 50m vrije slag · 23e 100m vrije slag · 4x100m vrije slag · Deplano zwom enkel in de series | 10e 50m vrije slag · 4×100m vrije slag · Deplano zwom enkel in de series | 10e 50m vrije slag · 11e 100m vrije slag · 4x100m vrije slag · 4x50m vrije slag gemengd                                                                                               | geen deelname | |
| 2025 |                                                                                               | 4e 50m vrije slag · 4x100m vrije slag · Deplano zwom enkel in de series  | | | 2-7 december |

## Persoonlijke records
Bijgewerkt tot en met 7 augustus 2025
Kortebaan
| Afstand         | Tijd  | Datum            | Plaats    |
| --------------- | ----- | ---------------- | --------- |
| 50m vrije slag  | 20,83 | 14 december 2024 | Boedapest |
| 100m vrije slag | 46,29 | 11 december 2024 | Boedapest |

Langebaan
| Afstand         | Tijd  | Datum           | Plaats   |
| --------------- | ----- | --------------- | -------- |
| 50m vrije slag  | 21,50 | 1 augustus 2024 | Parijs   |
| 100m vrije slag | 48,09 | 7 maart 2024    | Riccione |